# José Miguel Gómez Rodríguez
José Miguel Gómez Rodríguez (Bogotà, 24 aprile 1961) è un arcivescovo cattolico colombiano, dal 25 aprile 2021 arcivescovo metropolita di Manizales.

## Biografia
Nasce a Bogotà, sede arcivescovile nel dipartimento di Cundinamarca, il 24 aprile 1961 da José Antonio Gomez e Maria Teresa Rodriguez.

### Formazione e ministero sacerdotale
Compie gli studi primari al Collegio benedettino "San Carlo" di Bogotà e, dopo il trasferimento a Manizales, studia, tra il 1974 e il 1979, al collegio "SAFA San Luigi", gestito dalla Compagnia di Gesù, dove consegue il diploma.
Nel 1979 entra nel seminario maggiore "Nostra Signora del Rosario" di Manizales, dove segue i corsi filosofici (1980 - 1982) e teologici (1983 - 1986).
Il 2 febbraio 1987 è ordinato presbitero nella basilica cattedrale "Nostra Signora del Rosario" di Manizales da José de Jesús Pimiento Rodríguez, arcivescovo metropolita di Manizales.
Dopo l'ordinazione si reca in Italia, dove ottiene la licenza in Sacra Scrittura presso il Pontificio Istituto Biblico di Roma.
Incarichi pastorali:
- Vicario parrocchiale presso la parrocchia "Immacolata Concezione" in Aguadas (1987 - 1988);
- Delegato per la pastorale universitaria dell'arcidiocesi di Manizales (1992);
- Parroco di Neira (1993 - 1997);
- Parroco presso la basilica parrocchiale "Immacolata Concezione" in Salamina (1997 - 2003);
- Vicario episcopale della zona nord dell'arcidiocesi di Manizales (1997 - 2003);
- Docente di Sacra Scrittura presso il Seminario maggiore di Bogotà (2004);
- Direttore del Dipartimento di Catechesi e Pastorale biblica della Conferenza Episcopale Colombiana (2003 - 2005).

### Ministero episcopale
Il 22 novembre 2004 papa Giovanni Paolo II lo nomina vescovo di Líbano-Honda; succede al vescovo Rafael Arcadio Bernal Supelano, dimessosi per motivi di salute. Il 5 febbraio successivo riceve l'ordinazione episcopale, nella basilica cattedrale di Manizales, dall'arcivescovo José de Jesús Pimiento Rodríguez, coconsacranti gli arcivescovi Beniamino Stella, nunzio apostolico in Colombia, e Fabio Betancur Tirado, arcivescovo metropolita di Manizales, e il cardinale Pedro Rubiano Sáenz, arcivescovo metropolita di Bogotà. Il 12 febbraio prende possesso della diocesi.
Il 23 febbraio 2015, in seguito alla morte di Luis Antonio Nova Rocha avvenuta due anni prima, viene nominato vescovo di Facatativá da papa Francesco per poi entrare solennemente in diocesi il 21 marzo successivo. Rimane però amministratore apostolico della diocesi di Líbano-Honda fino al 5 dicembre.
Il 25 aprile 2021 è nominato arcivescovo metropolita di Manizales, di cui prende possesso il 5 giugno.

## Genealogia episcopale
La genealogia episcopale è:
- Cardinale Scipione Rebiba
- Cardinale Giulio Antonio Santori
- Cardinale Girolamo Bernerio, O.P.
- Arcivescovo Galeazzo Sanvitale
- Cardinale Ludovico Ludovisi
- Cardinale Luigi Caetani
- Cardinale Ulderico Carpegna
- Cardinale Paluzzo Paluzzi Altieri degli Albertoni
- Papa Benedetto XIII
- Papa Benedetto XIV
- Papa Clemente XIII
- Cardinale Marcantonio Colonna
- Cardinale Giacinto Sigismondo Gerdil, B.
- Cardinale Giulio Maria della Somaglia
- Cardinale Carlo Odescalchi, S.I.
- Vescovo Eugène de Mazenod, O.M.I.
- Cardinale Joseph Hippolyte Guibert, O.M.I.
- Cardinale François-Marie-Benjamin Richard
- Cardinale Pietro Gasparri
- Cardinale Paolo Giobbe
- Cardinale Crisanto Luque Sánchez
- Cardinale José de Jesús Pimiento Rodríguez
- Arcivescovo José Miguel Gómez Rodríguez